# Fred Travalena
Fred Travalena est un acteur américain né le 6 octobre 1942 à New York, New York (États-Unis) et mort le 28 juin 2009.

## Filmographie

### Acteur

#### Cinéma
- 1978 : The Buddy Holly Story : Madman Mancuso
- 1984 : Gallavants : Fice / Gokin (voice)
- 1988 : Buy & Cell : VCR
- 1990 : Night of the Dribbler : Coach Cherry / Danny Gibson / Dick Airhead
- 2002 : Strange Hearts : Riche présentateur
- 2008 : An American Carol : Jimmy Carter
- 2010 : Kung-Fu Magoo aux jeux diablolympiques : Personnages divers (voix)

#### Télévision
Séries télévisées
- 1971 : The David Frost Show : Lui-même
- 1972 : The ABC Comedy Hour
- 1975 : Keep on Truckin' : Lui-même / Various
- 1975-1980 : Dinah! : Lui-même
- 1975-1980 : The Mike Douglas Show : Lui-même - Impressionist / Lui-même - Comedian / Lui-même - Actor / ...
- 1976 : Rhyme and Reason : Lui-même
- 1976-1977 : American Bandstand : Lui-même
- 1976-1982 : The Tonight Show Starring Johnny Carson : Lui-même / Lui-même - Invité
- 1977 : Donny and Marie : Lui-même
- 1977 : The Cross-Wits : Lui-même
- 1977 : The Hollywood Squares : Lui-même - Panelist
- 1977 : The Merv Griffin Show : Lui-même
- 1978 : International Cabaret : Lui-même
- 1978 : La croisière s'amuse : Ted Ashton
- 1978 : The Alan Hamel Show : Lui-même
- 1978 : The Bobby Vinton Show : Lui-même
- 1978 : The Chuck Barris Rah-Rah Show : Lui-même
- 1978 : The Jim Nabors Show : Lui-même
- 1978-1979 : The Mike Douglas Show
- 1979 : Scooby-Doo and Scrappy-Doo : Voix additionnelles (voice)
- 1979 : The Plastic Man Comedy/Adventure Show : Minuscule Seven Leader / Baby Man (1979) (voice)
- 1980 : Sha Na Na : Lui-même
- 1980-1981 : Match Game PM : Lui-même - Panelist
- 1981 : Tomorrow Coast to Coast : Lui-même
- 1981-1982 : Password Plus : Lui-même - Celebrity Contestant
- 1981-1982 : The John Davidson Show : Lui-même - Invité / Lui-même
- 1981-1986 : Les Schtroumpfs : Voix additionnelles
- 1982 : Madame's Place : Lui-même
- 1982-1983 : Shirt Tales : Bogey Orangutan
- 1983 : ABC Weekend Specials : Og / Old Man / Glub Villager
- 1983 : Just Men! : Lui-même
- 1983-1984 : Match Game/Hollywood Squares Hour : Lui-même - Panelist
- 1984 : Anything for Money : Présentateur (1984-85)
- 1984 : Dragon's Lair : King Ethelred
- 1984 : L'île fantastique : Vinnie Baker
- 1984 : The New Scooby-Doo Mysteries : Voix additionnelles
- 1984-1985 : Body Language : Lui-même
- 1985 : Les Jetsons
- 1986 : Star's Table : Lui-même
- 1986 : Super Password : Lui-même - Celebrity Contestant
- 1986-1989 : The New Hollywood Squares : Lui-même - Panelist
- 1987 : The Tortellis : Sebastian Fontaine
- 1988 : Blackout : Lui-même
- 1988 : Newhart : Fred Travalena
- 1989 : Murphy Brown : Don Sarasota
- 1989 : The Pat Sajak Show : Lui-même
- 1989 : The Super Mario Bros. Super Show! : Mr. Gibbel / Elvis
- 1990 : Match Game : Lui-même / panelist
- 1990 : The Marsha Warfield Show : Lui-même
- 1991 : Good Sports : Lui-même
- 1991 : Up All Night : Lui-même
- 1992 : Dinosaures : Bob Hack
- 1993 : Baby Races : Présentateur
- 1993 : Late Night with David Letterman : Lui-même
- 1995 : Walker, Texas Ranger : Ross Perot
- 1996 : Live with Kelly and Ryan : Lui-même
- 1998 : Woof! It's a Dog's Life with Matthew Margolis : Lui-même
- 1998-1999 : Histeria! : Julius Caesar / Marc Antony / Gerald Ford / ...
- 2000 : Beverly Hills : Club Owner
- 2001 : Black Scorpion : Charlie Chortle
- 2004 : Bananas Family Comedy : Lui-même
- 2005 : Gene Williams Country Television Show : Lui-même
- 2006 : Late Show with David Letterman : Lui-même
- 2009 : The Florence Henderson Show : Lui-même

Téléfilms
- 1983 : George Burns Celebrates 80 Years in Show Business : Lui-même
- 1983 : Shooting Stars : Teddy
- 1984 : Poochie : Zipcode (voix, en tant que Fred Travelena)
- 1987 : Spitting Image: The Ronnie and Nancy Show
- 1987 : The Many Faces of Fred Travalena
- 1989 : Macy's Thanksgiving Day Parade : Lui-même
- 1989 : The Billy Martin Celebrity Roast : Lui-même
- 1990 : Macy's Thanksgiving Day Parade : Lui-même
- 1990 : The Comedy Concert II : Lui-même
- 1997 : Stand Up with Fred Travalena
- 1998 : Jolly Jingles : Lui-même

### Producteur

#### Télévision
Téléfilms
- 1987 : The Many Faces of Fred Travalena

### Scénariste

#### Télévision
Téléfilms
- 1987 : The Many Faces of Fred Travalena